# Scots Wha Hae
Scots Wha Hae nella versione di Robert Burns (in inglese, Scots, Who Have) è uno degli inni non ufficiali della Scozia.

## Storia
È incerta l'occasione per cui sia stato scritto questo inno. Alcune fonti lo fanno risalire al 1314, in occasione della battaglia di Bannockburn. Il testo è stato tradotto anche in russo da Samuil Marshak.

## Testo
| Testo originario in lingua scozzese 'Scots, wha hae wi Wallace bled, Scots, wham Bruce has aften led, Welcome tae yer gory bed, Or tae victorie. | Versione in inglese 'Scots, who have with Wallace bled, Scots, whom Bruce has often led, Welcome to your gory bed Or to victory.        | Versione in gaelico Fheachd Alba, thug le Uallas buaidh, 'S tric fo Bhrus bha 'n cogadh cruaidh, Fàilte dhuibh gu fois na h-uaigh, No gu buaidh is sìth. |
| 'Now's the day, an now's the hour: See the front o battle lour, See approach proud Edward's power - Chains and Slaverie.                         | 'Now is the day, and now is the hour: See the front of battle lower (threaten), See approach proud Edward's power - Chains and slavery. | Seo an latha — an uair seo tha, Feuch fo 'n cruaidh a-nuas mar sgàil, Feachd na h-uaill fo Ionbhar dàn', Dhèanamh thràillean dinn.                       |
| 'Wha will be a traitor knave? Wha will fill a coward's grave? Wha sae base as be a slave? Let him turn an flee.                                  | 'Who will be a traitor knave? Who will fill a coward's grave? Who's so base as be a slave? - Let him turn, and flee.                    | Cò 'na shloightear, feallta, fuar? Cò 'na ghealtar dh'iarradh uaigh? Cò 'na thràill fo shail luchd-fuath? Clis bi bhuam fhir-chlith.                     |
| 'Wha, for Scotland's king and law, Freedom's sword will strongly draw, Freeman stand, or Freeman fa, Let him on wi me.                           | 'Who for Scotland's King and Law Freedom's sword will strongly draw, Freeman stand or freeman fall, Let him follow me.                  | Cò às leth a Thìr, 's a Còir Thairrneas stàillinn chruaidh 'na dhòrn? Buaidh an àird, no bàs le glòir! Lean a dheòin do Rìgh.                            |
| 'By Oppression's woes and pains, By your sons in servile chains! We will drain our dearest veins, But they shall be free.                        | 'By oppression's woes and pains, By your sons in servile chains, We will drain our dearest veins But they shall be free.                | Air ar bruid fo shluagh neo-chaomh, Air bhur n-àl an sàs san daors', Tràighidh sinn ar fuil 's an raon, Bheir sinn saors' d' ar linn.                    |
| 'Lay the proud usurpers low, Tyrants fall in every foe, Liberty's in every blow! - Let us do or dee.                                             | 'Lay the proud usurpers low, Tyrants fall in every foe, Liberty is in every blow, Let us do or die!'                                    | Sìos na coimhich bhorb gur bas! Sreath gun ìochd - gach ceann thig 'bhàin, Saorsa thig an lorg gach stràic. Buaidh no bàs man till.                      |